# HEROES (GReeeeNの曲)
「HEROES」（ヒーローズ）は、GReeeeNの21枚目のシングル。2013年5月15日にNAYUTAWAVE RECORDSから発売された。

## 概要
表題曲は、読売テレビ・日本テレビ系ドラマ『でたらめヒーロー』の主題歌。GReeeeNがドラマ主題歌を担当するのは「ミセナイナミダハ、きっといつか」以来6作ぶり。
初回限定版には、表題曲「HEROES」のPVを収録したDVDが同梱されている。なおこのシングルは完全限定シングルであり、初回限定盤は発売日に出荷が終了、発売期間限定盤は同年6月1日に出荷が終了した。それ以降は店頭在庫でしか手に入れられない。

## 収録曲
- 全曲、作詞･作曲：GReeeeN　編曲：JIN

1. HEROES   [4:19]
読売テレビ・日本テレビ系ドラマ『でたらめヒーロー』主題歌。
2. 未完成ing [3:53]
タイトルの読みは「みかんせいんぐ」である。

## 収録アルバム
- いいね!(´・ω・｀)☆（#1）
- C、Dですと!?（#1）
- ALL SINGLeeeeS 〜& New Beginning〜（#1）